# KNT UGMK
Der KNT UGMK (russisch Клуб настольного тенниса УГМК) ist ein 2007 gegründeter russischer Tischtennisverein aus Werchnjaja Pyschma nördlich von Jekaterinburg, der in der Champions League spielt. Hauptsponsor ist die Uralskaja Gorno-Metallurgitscheskaja Kompanija, ein Bergbauunternehmen.

## Mannschaft 2017/18
- Alexander Schibajew
- Maharu Yoshimura
- Andrej Gaćina
- Grigori Wlassow
- Maksim Kiselev
- Zoran Primorac
- Ilja Schidkow

Trainerin:  Tatjana Kutergina